# Budoár staré dámy
Budoár staré dámy (zkráceně BSD) je brněnská hudební skupina, která vznikla na Vánoce v roce 1998. První koncert měla na jaře roku 1999 s Čvachtavým lachtanem. Kromě vlastních písní hrají zhudebněné texty českých básníků. BSD přímo navazují na brněnskou alternativu první poloviny 80. let.

## Obsazení

### Aktuální
- Marta Svobodová – zpěv, kytara
- Petr Fučík ― bicí, pady
- Ladislav Šiška – bicí, foukačka, zvonkohra, perkuse
- Tomáš Ergens – basová kytara, zpěv
- Marek Laudát – sólová kytara

## 1998–2008
- Marta Svobodová – zpěv, kytara
- Štěpán Svoboda – bicí, zpěv
- Eva Svobodová – housle, zpěv
- Dáša Matějíčková – baskytara, zpěv
- Filip Sokol – klávesy, zpěv
- Ondřej Klíč - kytara, zpěv

## 2009-2012
- Tomáš Doležal – dechový midi-kontroler, zpěv

## Diskografie
- Babičkám, demo, 2000
- záznam z koncertu v klubu Leitnerova, demo, 2001
- nepojmenované demo, 2002
- Na hraní, 2002
- My o vlku, 2005
- Dobrou noc, světlo, 2008
- Láva, 2012
- Sůl, 2017